# Самохин, Геннадий Викторович
Геннадий Викторович Самохин (род. 14 июля 1971 года, Симферополь, Крымская область, УССР, СССР) — преподаватель, спелеолог, автор более 50 научных публикаций. Старший преподаватель кафедры землеведения и геоморфологии географического факультета Таврической Академии Крымского федерального университета имени В. И. Вернадского с 2012 года. 
Самохину принадлежит мировой рекорд глубины спуска под землю (в пещеру). Он был установлен в карстовой шахте им. Крубера в Абхазии на глубину 2224 метров (2024), 2158 метров (2006 и 2007) и 2196 метров (2012).

## Биография
Родился 14 июля 1971 года в Симферополе.
В 1991—1995 годах учился в Симферопольском государственном университете на географическом факультете, получив специальность «География».
В 2006—2012 годах — ассистент кафедры землеведения и геоморфологии Таврического национального университета им. В. И. Вернадского (ТНУ).
С 2012 года по настоящее время — старший преподаватель кафедры землеведения и геоморфологии Таврического национального университета им. В. И. Вернадского (после 2014 года — Таврическая Академия Крымского федерального университета имени В.И. Вернадского).
Хобби — спелеология и подводная спелеология. Начиная с 2006 года Геннадий Самохин участник 15 международных, 5 национальных и 2 региональных проектов по изучению пещер. В апреле 2016 года Президент России Владимир Путин вручил Геннадию Самохину сертификат на получение гранта на реализацию проекта создания базы данных пещер России.

## Награды
- Национальная премия «Хрустальный компас» в номинации «Путешествие и экспедиция» (2015)[6].
- Медаль им. Александра Морозова Русского географического общества за выдающиеся достижения в области спелеологии (2008).[7]
- Грамота за выдающиеся заслуги Украинской спелеологической ассоциации (2012).
- Почётная грамота Украинской спелеологической ассоциации (2012).

## Членство в организациях
- Член учёного совета Отделения Русского географического общества в Республике Крым (с 2014 года)[8].
- Член президиума Украинской спелеологической ассоциации (2005—2014).
- Организатор и руководитель Крымского спелеологического клуба при ТНУ (2006—2014).
- Ученый секретарь Крымского отдела Украинского Географического общества (2007—2014).
- Президент Украинской спелеологической ассоциации (2007—2010).
- Член редколлегии Международного спелеологического журнала «Свет» (Киев) (2010—2014).